# سمندر مکزیکی
سمندر مکزیکی یا اکسولوتل (نام علمی: Ambystoma mexicanum)، جانوری دوزیست است که به ماهی راه‌روندهٔ مکزیکی نیز معروف است. سمندر مکزیکی کاملاً وابسته به آب است. این جانور می‌تواند قسمت‌های آسیب‌دیده بدنش را احیا کند یا در صورت قطع شدن آن اعضاء، دوباره آن را اضافه کند.
سمندر مکزیکی خویشاوندی نزدیکی با سمندر دارد. سمندر در خشکی زندگی می‌کند ولی سمندر مکزیکی به آب وابسته است. هر دوی آن‌ها شش دارند ولی بیشتر با آبشش تنفس می‌کنند. سمندر مکزیکی توانایی شگفتی در زمینه بازسازی اندام‌های بریده دارد. او می‌تواند اندام‌های بزرگ تن خود را هم بازسازی کند. این جاندار هر دو سه روز یک بار به خوراک نیاز دارد. سمندر مکزیکی لارو وزغ، تارپایان نرم و ماهیان کوچک را می‌خورد و توانایی خوردن گوشت چرخ کرده خام را هم دارد. سمندر مکزیکی بیشتر خاکستری و قهوه‌ای است ولی به رنگ‌های زرد، ترکیبی از سفید و صورتی و همچنین سیاه نیز یافت می‌شود.

## ویژگیهای زیستی
آکسولوتل‌ها به‌طور غیرمعمول در میان دوزیستان، بدون تجربه دگردیسی به بلوغ می‌رسند. به جای انتقال به خشکی، آن‌ها در آب باقی می‌مانند و آبشش‌های خارجی خود را حفظ می‌کنند. این پدیده به عنوان نئوتنی شناخته می‌شود.

## زیستگاه
این گونه در دریاچه‌های زیرین مکزیکو سیتی، مانند دریاچه‌های سوچی‌میلکو و چالکو یافت می‌شد. با این حال، به دلیل تخلیه این دریاچه‌ها و تخریب زیستگاه، جمعیت آن‌ها به شدت کاهش یافته است.

## وضعیت بقا
این گونه در دریاچه‌های زیرین مکزیکو سیتی، مانند دریاچه‌های سوچی‌میلکو و چالکو یافت می‌شد. با این حال، به دلیل تخلیه این دریاچه‌ها و تخریب زیستگاه، جمعیت آن‌ها به شدت کاهش یافته است.

## توانایی بازسازی
یکی از ویژگی‌های برجسته آکسولوتل‌ها، توانایی بازسازی اندام‌های از دست رفته، مانند اندام‌ها، نخاع، قلب و دیگر بافت‌ها است. این توانایی آن‌ها را به موضوعی مهم در تحقیقات علمی تبدیل کرده است.

## تغذیه
آکسولوتل‌ها شکارچیانی مؤثر هستند و از کرم‌ها، نرم‌تنان، سخت‌پوستان، لارو حشرات و ماهی‌های کوچک تغذیه می‌کنند. در اسارت، رژیم غذایی آن‌ها ممکن است شامل غذاهای آماده مخصوص دوزیستان باشد.